# Kay Sage
Kay Sage, nata Katherin Linn Sage (New York, 25 giugno 1898 – Woodbury, 8 gennaio 1963), è stata una pittrice e poetessa statunitense, appartenente alla corrente surrealista.

## Biografia
Nacque a New York, da una ricca famiglia dell'alta borghesia. Passò la sua giovinezza a viaggiare per l'Europa al fianco della madre.
Successivamente, negli anni venti, si stabilì a Roma, per seguire gli studi artistici. Qui incontrò il Principe Ranieri di San Faustino, un nobile che la inserì nel circuito dell'alta società. Dopo dieci anni di matrimonio, però, Sage divorziò, insofferente alla vita sociale che conduceva, e si recò a Parigi per seguire i suoi ideali artistici.
A Parigi cominciò ad avvicinarsi all'ambiente surrealista, anche se ne fu inizialmente tenuta lontana, a causa del fatto che fosse una donna e che provenisse da un ambiente aristocratico.
Iniziò a dipingere paesaggi surrealisti verso la fine degli anni trenta, mantenendosi fedele al surrealismo anche dopo la seconda guerra mondiale e distinguendosi soprattutto per la struttura architettonica delle scene ritratte con meticolosa e fotografica precisione. Nel 1942 partecipò alla mostra internazionale surrealista di New York.
Nel 1937 fu presentata a Yves Tanguy, col quale instaurò una relazione di lunga durata.
Allo scoppio della Seconda guerra mondiale, Sage tornò a New York, insieme ad altri artisti francesi desiderosi di sfuggire al pericolo della guerra, tra cui lo stesso Tanguy.
Nell'agosto del 1940 Sage e Tanguy si sposarono. Ma quindici anni più tardi, nel 1955, Tanguy morì. Kay Sage cominciò a scivolare in uno stato di depressione: dipinse sempre meno (anche a causa della perdita graduale della vista), la sua poesia divenne cinica e piena di dolore e lei si chiuse nell'isolamento della sua casa.
Un primo tentativo di suicidio si ebbe nel 1959, ma fallì. Il secondo, avvenuto l'8 gennaio 1963, tre giorni dopo il compleanno di Tanguy, la portò alla morte. Le sue ceneri, e quelle del defunto marito, furono sparse sulla costa della Bretagna.
La sua opera artistica è stata, in parte, coperta da quella del marito, della cui influenza risente sicuramente. Ma non bisogna dimenticare la sua vicinanza alla pittura di Giorgio de Chirico, che la influenzò quasi quanto Tanguy.

## Opere (elenco parziale)
- A Little Later (1938)
- My Room Has Two Doors (1939)
- This Morning (1939)
- Danger, Construction Ahead (1940)
- Margin of Silence (1942)
- The Fourteen Daggers (1942)
- At The Appointed Time (1942)
- From Another Approach (1944)
- I Saw Three Cities (1944)
- In the Third Sleep (1944)[3]
- The Upper Side of the Sky (1944)
- Ring of Iron, Ring of Wool (1947)
- The Instant (1949)
- The Morning Myth (1950)
- Small Portrait (1950)
- Men Working (1951)
- Tomorrow for Example (1951)
- Unusual Thursday (1951)
- On the Contrary (1952)
- Third Paragraph (1953)
- No Passing (1954)
- Hyphen (1954)
- Tomorrow is Never (1955)
- Le Passage (1956)[4]
- Watching the Clock (1958)[5]